# El Bebedero
El Bebedero è un comune (corregimiento) della Repubblica di Panama situato nel distretto di Tonosí, provincia di Los Santos. Si estende su una superficie di 116,6 km² e conta una popolazione di 1.332 abitanti (censimento 2010).